# 幻想市場
『幻想市場』（げんそういちば、Mayabazar）は、1957年に公開されたインドの叙事詩的ファンタジー映画。カディリ・ヴェンカータ・レッディが監督を務め、『マハーバーラタ』に基づく伝承『Sasirekha Parinayam』を原作としている。クリシュナとガトートカチャを中心に、アルジュナの息子アビマニユとバララーマの娘の再会を描いている。

## キャスト
| 役名                                              | 俳優                                         | 俳優                                   |
| 役名                                              | テルグ語版                                   | タミル語版                             |
| ------------------------------------------------- | -------------------------------------------- | -------------------------------------- |
| クリシュナ                                        | N・T・ラーマ・ラオ                           | N・T・ラーマ・ラオ                     |
| ガトートカチャ                                    | S・V・ランガ・ラオ                           | S・V・ランガ・ラオ                     |
| サシレーカ（テルグ語版） ヴァツァラ（タミル語版） | サヴィトリ                                   | サヴィトリ                             |
| アビマニユ                                        | アッキネーニ・ナゲシュワラ・ラオ             | ジェミニ・ガネーサン                   |
| バララーマ                                        | グンマディ・ヴェンカテーシュワラ・ラオ       | D・バーラスブラマニアム                |
| ドゥルヨーダナ                                    | ムッカマーラ                                 | R・バーラスブラマニアム                |
| シャクニ                                          | C・S・R・アンジャネユル                      | M・N・ナンビアール                     |
| スバドラー                                        | ルシュエーンドラマニ                         | ルシュエーンドラマニ                   |
| ルクミニー                                        | サンディヤ                                   | サンディヤ                             |
| サティヤキ                                        | ナーガブーシャナム                           | ナーガブーシャナム                     |
| カルナ                                            | ミッキリネーニ・ラーダクリシュナ・ムルティー | V・K・スリニヴァサン                   |
| レヴァティ                                        | チャヤ・デヴィ                               | ラクシュミー・プラバ                   |
| ドゥフシャーサナ                                  | R・ナゲシュワラ・ラオ                        | E・R・サハデヴァン                     |
| ヒディムバー                                      | スーリヤカンタム                             | C・T・ラージャカンタム                 |
| チンナマイヤー                                    | ラーマーナ・レッディ                         | V・M・イズマライ                       |
| ラクシュマナ・クマラ                              | リーランギ・ヴェンカータ・ラーマイヤー       | K・A・サンガヴェル                     |
| サルマ                                            | アッル・ラーマリンガイヤ                     | アッル・ラーマリンガイヤ               |
| サストリー                                        | ヴァンガラ・ヴェンカータ・スッバイヤー       | ヴァンガラ・ヴェンカータ・スッバイヤー |
| ダールカ                                          | マドゥハヴァペッディ・サティヤム             | マドゥハヴァペッディ・サティヤム       |
| サラーティー                                      | ヴァッルリ・バーラクリシュナ                 | N/A                                    |
| ヴァツァラ（若年期）                              | N/A                                          | サチュ                                 |

## 製作

### 企画
『Pathala Bhairavi』の成功後、ヴィジャヤ・ヴォーヒニ・スタジオは1936年公開の『Mayabazar』の翻案作品を製作するため新たな製作チームを編成した。本作はヴィジャヤ・ヴォーヒニ・スタジオにとって初の神話映画の製作となった。
カディリ・ヴェンカータ・レッディはシンギータム・スリニヴァサ・ラオの助けを借りて監督・脚本を務め、B・ナギ・レッディとアルニ・チャクラパーニがプロデューサーを務めた。プリプロダクションとキャスティングには1年近い歳月を費やしており、ピンガリ・ナゲンドラ・ラオが原案、脚本、作詞を担当した。作曲はガンタサーラ、撮影監督はマーカス・バートリー、編集はC・P・ジャムブリンガムとC・カルヤナサンダラーム、美術監督はマダヴァペッディゴーカレーとカラダールが務めている。

### キャスティング
映画はテルグ語・タミル語で製作され、それぞれキャスティングが異なっている。アビマニユはテルグ語版ではアッキネーニ・ナゲシュワラ・ラオ、タミル語版ではジェミニ・ガネーサンが演じており、サヴィトリはテルグ語版（サシレーカ役）とタミル語版（ヴァツァラ役）で同じ役柄で出演している。サチュはタミル語版で若年期のヴァツァラを演じている。N・T・ラーマ・ラオは『Sonta Ooru』のカメオ出演で酷評されて以来クリシュナ役を演じることを躊躇していたが、ヴェンカータ・レッディの説得を受け出演を承諾し、衣装とボディランゲージについて特別な注意が払われることになった。『幻想市場』はラーマ・ラオが本格的にクリシュナ役を演じた最初の作品となった。ラーマ・ラオの妻ラクシュミー・パールヴァティーによると、ナギ・レッディとチャクラパーニは当初ラーマ・ラオをクリシュナ役に起用しようとするヴェンカータ・レッディの提案に反対していたが、ヴェンカータ・レッディの説得を受けラーマ・ラオがクリシュナ役に相応しいと信じさせたという。ヴェンカータ・レッディは胸郭の広いラーマ・ラオに対し、クリシュナに見えるように狭めることを提案した。また、ラーマ・ラオは彼の提案をうけて『マハーバーラタ』『Bhagavata Purana』やプラーナ文献を読んでクリシュナのキャラクターを理解するように努めた。ガトートカチャ役にはS・V・ランガ・ラオが起用された。
テルグ語版ではグンマディ・ヴェンカテーシュワラ・ラオとミッキリネーニ・ラーダクリシュナ・ムルティーがバララーマとカルナを演じ、ドゥルヨーダナの息子ラクシュマナ・クマラ役はリーランギ・ヴェンカータ・ラーマイヤーが務め、彼の人気は彼とサヴィトリの歌う曲に影響を与えた。アッル・ラーマリンガイヤとヴァンガラ・ヴェンカータ・スッバイヤーはサルマとサストリーを演じた。カンチ・ナラシンハ・ラオは老人に扮したクリシュナ役を演じている。プレイバックシンガーのマドゥハヴァペッディ・サティヤムはダールカ役としてカメオ出演し、「Bhali Bhali Bhali Deva」を歌った。ラーマーナ・レッディはタントラ僧チンナマイヤーを演じており、ナーガブーシャナムはサティヤキを演じ、テルグ語版のみに登場するサラーティー役にはヴァッルリ・バーラクリシュナが起用された。

### 撮影
リハーサル中、ヴェンカータ・レッディは映画の上映時間を決めるため、歌のシーンを含む全シーンの時間をストップウォッチを使い計測した。バートリーのアシスタントのD・S・アンブー・ラオによると、『幻想市場』はバートリーの脚本と撮影技術が大きく貢献したという。「Lahiri Lahiri」のシーンはチェンナイのアディヤル川で撮影された。バートリーは月明りを利用して撮影を行っており、アンブー・ラオによると月明りを利用したインド映画は『幻想市場』が初めてだという。アッキネーニは撮影に負傷したため、彼とランガ・ラオのアクションシーンの撮影が回復後にずれ込み、映画の公開も3か月遅れることになった。また、ガネーシャンはアッキネーニが2階のバルコニーから飛び降りるシーンの撮影には、彼の代わりにボディダブルを採用するように提案している。
撮影には主要スタッフと俳優のほか、照明スタッフや大工、画工など400人の技術者が製作に参加している。ドヴァーラカーのセットは、ゴーカレーとカラダールの元でヴィジャヤ・ヴォーヒニ・スタジオ内の15メートル×18メートルのスペースに300のミニチュアハウスが作成された。「Vivaha Bhojanambu」のシーンでの「ガトートカチャがラドゥーを貪り食う」シーンの撮影は4日間かけて行われた。同曲のシーンは全てストップモーション・アニメーションで撮影されている。

### 音楽
S・ラジェシュワラ・ラオは「Srikarulu Devathalu」「Lahiri Lahiri」「Choopulu Kalisina Shubhavela」「Neekosame」を作曲した後、製作から離れた。彼の降板後、ガンタサーラはN・C・セン・グプタとA・クリシュナムルティーと共にラジェシュワラ・ラオの曲をレコーディングし、残りの曲も作曲した。アルバムには12曲収録されており、テルグ語版とタミル語版はピンガリ・ナゲンドラとタンジャイ・N・ラーマイヤー・ダースが作詞を手掛け、A・クリシュナンとシヴァ・ラームによってミクストされた。P・リーラーによると、彼女が歌った曲の一つは完成まで28テイクかかり、5曲目はガンタサーラによって仕上げられた。「Lahiri Lahiri」（タミル語版曲名「Aaga Inba Nilavinile」）はモハナム・ラーガに基づいて作曲され、「Vivaha Bhojanambu」（タミル語版曲名「Kalyana Samayal Saadham」）は1940年代のB・ナーガラージャクマリの「Janaki Sapadham」に強い影響を受けたスラービが、1950年代に作詞した歌詞に基づいていた。

『幻想市場』のレコーディング風景

ナーガラージャクマリは、1936年公開の『Sasirekha Parinayam』でガリ・ペンチャラ・ナラシンハ・ラオが作詞した曲にインスピレーションを得て作曲を手掛けている。また、曲のメロディーはチャールズ・ペンローズが1922年に作詞した「The Laughing Policeman」からインスピレーションを得ている。

## 公開
1957年3月27日にテルグ語版、4月12日にタミル語版が公開された。フィルムリールの長さは両方とも5888メートルとなっている。『幻想市場』は24劇場で100日間の上映記録を達成し、シルバー・ジュビリー映画となった。公開後、クリシュナに扮したラーマ・ラオのカラーポスター4万枚が配布されている。1965年にはテルグ語版のカンナダ語吹替版が公開された。これは、2014年に『Kochadaiiyaan』が吹き替えされるまでの間、唯一のカンナダ語吹替版が製作されたインド映画だった。
1995年にはダサリ・ナーラーヤナ・ラーオによってリメイク版が製作された。2007年4月7日にはアーンドラ・プラデーシュ州文化局、映画・テレビジョン・シアター開発公社、キネラ・アートシアターズが主催する公開50周年記念イベントがパブリックガーデンで開催され、同イベントで特別上映された。同イベントでは製作に関わったアッキネーニとC・ナーラーヤナ・レッディが表彰され、ラーヴィ・コンダラ・ラオが執筆した小説版が出版された。

## 評価
『幻想市場』は主に技術面で高い評価を得ている。2006年にザ・ヒンドゥーのW・チャンドラカーントは「監督の偉大さはここにあります。彼はクリシュナとガトートカチャを除く全てのキャラクターを人間の愚行を示す普通の人間として描くことに成功したのです」と批評している。2008年にザ・ヒンドゥーのヴィジャヤシュリー・ヴェンカトラーマンは、「今夏のハリウッドのスーパーヒーロー映画の特殊効果は壮観でしたが、私にとって『幻想市場』の魔法は少しも失われませんでした」と批評している。ザ・ヒンドゥーのM・L・ナラシンハムは「いくつかのインドの言語映画が存在しますが、1957年のヴィジャヤ・プロダクションの『幻想市場』はその卓越さにおいて、依然として最高の作品と考えられています」と批評している。ザ・タイムズ・オブ・インディアでは「力強いキャストと強力な脚本によって、この映画は盗人になりました。サヴィトリ、NTR（ラーマ・ラオ）、ANR（アッキネーニ・ナゲシュワラ・ラオ）、S・V・ランガ・ラオ、そしてスーリヤカンタムはキャラクターに厚みを与えます。もちろん、言語と台詞はシンプルに言って無敵です。そして、いくつかのシーンはシンプルに陽気です」と批評している。
ヴァムシー・ジュルリは2013年に執筆した『Bollywood Nation: India through Its Cinema』の中で、「『幻想市場』の魅力とは、もちろんスター俳優たちと同じくらいストーリーにあります。しかし、その演技と美しい歌と撮影セットには、黄金時代のテルグ語神話映画の興味深い特徴が見て取れます。それは、宗教の教義的な観点から見てあまり重要ではない何かについての物語です」と批評しており、ランガ・ラオの演技を「力強く、荘厳である」と絶賛している。2013年4月にCNNニュース18は『幻想市場』を「あらゆる点で先駆的作品」と評して撮影技術と映画音楽を賞賛し、ラーマ・ラオを「メソッド俳優としての能力を証明した」と批評した。サウガタ・バドゥリとインドラニ・ムカルジーは2015年に執筆した『Transcultural Negotiations of Gender: Studies in (Be)longing』の中で、「両方のバージョンでサヴィトリに演技させることにより、男らしさと女々しさのビハーバの固定観念を打ち破り、永続させる」と批評している。

## デジタル化とカラー化

『幻想市場』の撮影風景

『幻想市場』は初めてカラー化されたテルグ語映画であり、モノラルからDTS5.1チャンネルにリマスターされた映画でもある。2007年11月下旬、ハイデラバードのゴールドストーン・テクノロジー社は『幻想市場』を含む14本のヴィジャヤ・ヴォーヒニ・スタジオ製作作品の権利を取得し、カラー・デジタルリマスターされた。C・ジャガン・モハンは映画の音声をDTSに変換するアイディアを思いつき、オーディオを復元し、音響効果もリマスターされ、歌手の声は増量され、バックグラウンドミュージックは7つのトラックとして再録音された。
リマスター作業には165人が参加して8か月間かけて行われた。モハンは18万色を使い人肌のカラーを作成し、さらに1670万色の色彩技術を用いている。彼は衣装やジュエリーの着色とは別に、「Vivaha Bhojanambu」のシーンとクライマックスの結婚式のシーンが最もやりがいのあるシーンであり、着色後は食べ物がよりリアルに見えるだろうと語っている。結婚式のシーンについて、彼は「地面に散らばるバラの花びらは、全て着色する必要がありました。さらに、クライマックスの各フレームには多くの俳優がいます。技術用語では肌、衣服、ジュエリーに使用する色のセットをマスクを呼びます。1人のキャラクターに5または6のマスクを使う場合、フレーム内には多くの俳優が存在するため、さらに多くの作業が必要となるのです」と語っている。リマスター版からは、「Bhali Bhali Deva」「Vinnavamma Yashodha」「Choopulu Kalisina Subha Vela」の3曲とフィルムの品質を維持するために多くの詩がカットされている。
カラー化のために7500万ルピー（2010年換算で170万ドル）の予算が投じられ、2010年1月30日にカラー版がアーンドラ・プラデーシュ州内の45の劇場で公開された。カラー版の配給はR・B・チョーダリーのスーパーゴッド・フィルムズが担当した。カラー版は批評家から肯定的に評価され、興行的にも成功を収めた。しかし、ザ・ヒンドゥーのM・L・ナラシンハムからは「賞賛に値するが、その魂は失われている」と酷評され、彼は「オリジナル（白黒映画）版のDVDを購入して視聴すると、『幻想市場』について「なんて素晴らしい映画なんだ!」と叫んだANRの意見に同調することだろう」と語っている。2010年1月29日の行政令によりリマスター版の娯楽税は免除されたが、劇場所有者と映画プロデューサーに対しては、行政令の有効性が不明だったため娯楽税が課された。

## 後世への影響

N・T・ラーマ・ラオは『幻想市場』の出演をきっかけに、数多くの映画でクリシュナ役を演じることになった。

『幻想市場』は技術面におけるテルグ語映画の古典作品に位置付けられている。ヴェンカータ・レッディは『幻想市場』と『Donga Ramudu』の成功により、『Pellinaati Pramanalu』の監督に起用され、同作で国家映画賞 テルグ語長編映画賞を受賞した。
1987年にジャンディヤーラが監督した『Aha Naa-Pellanta!』、2011年にヴィーラバドラーム・チョーダリーが監督した『Aha Naa Pellanta!』は、『幻想市場』の曲「Aha Naa Pellanta」からタイトルを採用しており、両作とも興行的な成功を収めている。また、ジャンディヤーラは『Vivaaha Bhojanambu』と『Choopulu Kalisina Shubhavela』でも『幻想市場』の曲名からタイトルを採用している。コメディアンのマリカルジュナ・ラオは『幻想市場』を「史上最高のコメディ映画」であり、「映画愛好家ならば誰でも期待できる超越的で楽しい経験の一つ」と評価している。2006年にモーハン・クリシュナ・インドラガンティは『Mayabazar』を監督した。彼は『幻想市場』のファンであり、脚本を手掛けたD・V・ナーラーサラージュの意見を取り入れて「Mayabazar」のタイトルを採用している。2007年にザ・ヒンドゥーのM・L・ナラシンハムは『幻想市場』を『Mala Pilla』『Raithu Bidda』『Vara Vikrayam』『Bhakta Potana』『Shavukaru』『Malliswari』『Peddamanushulu』『Lava Kusa』に並び、社会とテルグ語映画に影響を与えた作品の一つに挙げている。
クリシュナ・ヴァムシーは『幻想市場』を「古典というよりも叙事詩である」と評しており、2009年に監督した『Sasirekha Parinayam』のタイトルは『幻想市場』から採用したことを明かしている。2010年2月に映画監督L・サティヤナンドは『幻想市場』を『十戒』『ベン・ハー』『炎』『アバター』と比較し、「これらはエバーグリーンであり、決して心から消えることはありません」と評している。2013年4月にインド映画100周年を記念してCNNニュース18が実施した「史上最高のインド映画100選」の一つに選ばれた。2014年5月にはRediff.comの「最高のタミル語神話映画」の一つに選ばれている。S・S・ラージャマウリはスバーシュ・K・ジャーとのインタビューの中で、『幻想市場』が『バーフバリ 伝説誕生』『バーフバリ 王の凱旋』を製作する際に「大きな影響を受けた」と語っている。